# Humber Viking (schip, 2009)
De Humber Viking is een veerboot gebouwd in opdracht van de Norfolkline, om de zusterschepen Maersk Vlaardingen en Maersk Voyager op de lijn Vlaardingen-Immingham te vervangen. Het is een ro-roschip dat werd gebouwd op de scheepswerf van Odense in Denemarken voor de eigenaar Prospect Number 59 Ltd. Ze voer onder Britse vlag tussen Rotterdam (Nederland) en Immingham (VK). Het schip werd vernoemd naar de rivier de Humber in Engeland, bij Immingham.
Nadat DFDS Seaways de Norfolkline had overgenomen, werd de schoorsteen in de DFDS Seaways-kleuren overgeschilderd. Vanaf september 2012 voer de Humber Viking samen met de Cragside op de route Immingham-Vlaardingen.
Eind januari 2013 is de Humber Viking uit de charter gehaald bij DFDS Seaways. Het schip werd verkocht aan Atlantica Navigatione en kreeg de nieuwe naam Eurocargo Sicilia. In 2014 ging de eigendom over naar de Compagnia Italiana di Navigaz.
De Humber Viking is een zusterschip van de Maas Viking.